# Sarah Burke
Sarah Jane Burke (Barrie, 3 september 1982 - Salt Lake City, 19 januari 2012) was een Canadese freestyleskiester. Burke overleed in 2012 na een coma van ruim een week aan verwondingen die ze opliep na een val.

## Levensloop
Burke behaalde in 2001 tijdens de US Freeskiing Open de eerste plaats op de halfpipe en de tweede plaats in de slopestyle. In haar carrière behaalde ze vier gouden medailles op de Winter X games. Op de wereldkampioenschappen freestyleskiën 2005 in Ruka werd Burke de eerste wereldkampioene ooit op het onderdeel halfpipe. In haar carrière boekte ze vijf wereldbekerzeges.
Jarenlang streed ze om de onderdelen halfpipe en cross in het freestyleskien, net als in het snowboarden, olympisch te maken. Uiteindelijk stemde het IOC toe, maar ze zou het olympisch debuut van haar sport in 2014 (Sotsji) niet meer meemaken. Ze was daar een favoriet voor de gouden medaille.
Ze kwam regelmatig voor in skifilms, zoals Seven Sunny Days uit 2007.
Burke trouwde op 25 september 2010 met skiër Rory Bushfield.
Op 10 januari 2012 raakte Burke zwaargewond tijdens een training in Park City, Utah. Tijdens het oefenen van een Flat Spin 540 viel ze, na een succesvolle landing, op haar hoofd. Alhoewel haar verwondingen eerst gering leken kreeg Burke even later een hartstilstand, waarna ze overgebracht werd naar het University of Utah-ziekenhuis in Salt Lake City. Daar belandde ze in een coma; op 19 januari 2012 overleed ze aan haar verwondingen.

## Resultaten

### Wereldkampioenschappen
| Jaar | Plaats      | Resultaten  |
| ---- | ----------- | ----------- |
| 2005 | Ruka        | Halfpipe    |
| 2011 | Deer Valley | 4e Halfpipe |

### Wereldbeker

#### Eindklasseringen
| Seizoen   | Algm | HP    |
| --------- | ---- | ----- |
| 2005/2006 | 40e  | Brons |
| 2007/2008 | 4e   | -     |
| 2010/2011 | 15e  | 7e    |
| 2011/2012 | 90e  | 11e   |

#### Wereldbekerzeges
| Datum            | Plaats                  | Onderdeel |
| ---------------- | ----------------------- | --------- |
| 17 maart 2006    | Apex                    | Halfpipe  |
| 13 januari 2008  | Les Contamines-Montjoie | Halfpipe  |
| 15 februari 2008 | Inawashiro              | Halfpipe  |
| 20 maart 2011    | La Plagne               | Halfpipe  |
| 20 maart 2011    | La Plagne               | Halfpipe  |